# Lucas Tousart
Lucas Tousart (Arras, 29 april 1997) is een Frans voetballer die doorgaans als defensieve middenvelder speelt. Hij verruilde Hertha BSC in juli 2023 voor Union Berlin.

## Clubcarrière
Tousart speelde in de jeugd voor JS du Pays Rignacois, US Pays Rignacois, Rodez AF en Valenciennes. Hij debuteerde op 20 januari 2015 in het eerste elftal van Valenciennes tijdens een wedstrijd in de Coupe de France tegen AS Yzeure. Hij speelde de volledige wedstrijd, die met 2–0 verloren werd. Vier dagen later debuteerde Tousart in de Ligue 2 tegen Tours FC. Hij speelde opnieuw de volledige wedstrijd. In zijn debuutseizoen kwam Tousart tot een totaal van zeventien competitiewedstrijden.
Tousart begon nog met Valenciennes aan seizoen 2015/16, maar stapte na één speelronde over naar Olympique Lyonnais. Dat liet hem na zijn komst eerst een jaar in het tweede team spelen. Hij speelde zich in 2016/17 vervolgens in het eerste elftal en stond in 2017/18 in op één na alle speelronden in de basis. Hij maakte op 16 februari 2017 voor het eerst in zijn profcarrière een doelpunt. Hij zette Lyon toen op 0–1 in een met 1–4 gewonnen duel in de Europa League uit bij AZ. Eerder dat jaar kwam uit ook voor het eerst uit in de Champions League.
Tousart bleef vijf seizoenen bij Lyon. Hij tekende in januari 2020 vervolgens bij Hertha BSC, dat 25 miljoen euro voor hem betaalde aan Lyon. Hij maakte het seizoen 2019/20 wel eerst nog af in Frankrijk. Hij scoorde dat jaar in de achtste finale van de Champions League tegen Juventus, maar kon het toernooi niet afmaken bij Lyon. Lyon haalde weliswaar de kwart- en de halve finale, maar die werden vanwege de coronapandemie uitgesteld tot augustus. Zijn contract bij Hertha ging echter op 1 juli al in.
Bij Hertha moest Touasart een ander soort voetbal spelen. Waar hij met Lyon consequent streed om plaatsing voor de Champions League, ging hij in Duitsland vechten tegen degradatie. Dat ging van kwaad tot erger. Hij bleef in 2020/21 met Hertha twee punten boven de degradatiestreep en in 2021/22 was lijfsbehoud pas zeker na promotie/degradatiewedstrijden tegen Hamburger SV. In 2022/23 volgde een achttiende plaats en daarmee rechtstreekse degradatie. Tousart bleef niettemin zelf wel in de Bundesliga spelen. Hij tekende in juli 2023 bij Union Berlin, de nummer vier van Duitsland in het voorgaande seizoen.

## Clubstatistieken
| Seizoen     | Club           | Competitie  | Competitie | Competitie | Beker | Beker | Internationaal | Internationaal | Totaal | Totaal |
| Seizoen     | Club           | Competitie  | Wed.       | Dlp.       | Wed.  | Dlp.  | Wed.           | Dlp.           | Wed.   | Dlp.   |
| ----------- | -------------- | ----------- | ---------- | ---------- | ----- | ----- | -------------- | -------------- | ------ | ------ |
| 2014/15     | Valenciennes   | Ligue 2     | 17         | 0          | 1     | 0     | —              | —              | 18     | 0      |
| 2015/16     | Valenciennes   | Ligue 2     | 1          | 0          | 0     | 0     | —              | —              | 1      | 0      |
| Club totaal | Club totaal    | Club totaal | 18         | 0          | 1     | 0     | 0              | 0              | 19     | 0      |
| 2015/16     | Olympique Lyon | Ligue 1     | 1          | 0          | 0     | 0     | 0              | 0              | 1      | 0      |
| 2016/17     | Olympique Lyon | Ligue 1     | 22         | 1          | 3     | 0     | 8              | 1              | 33     | 2      |
| 2017/18     | Olympique Lyon | Ligue 1     | 37         | 0          | 4     | 0     | 9              | 0              | 50     | 0      |
| 2018/19     | Olympique Lyon | Ligue 1     | 30         | 0          | 5     | 0     | 7              | 1              | 42     | 1      |
| 2019/20     | Olympique Lyon | Ligue 1     | 18         | 2          | 8     | 0     | 7              | 1              | 33     | 3      |
| Club totaal | Club totaal    | Club totaal | 108        | 3          | 20    | 0     | 31             | 3              | 159    | 6      |
| 2020/21     | Hertha BSC     | Bundesliga  | 26         | 1          | 1     | 0     | —              | —              | 27     | 1      |
| 2021/22     | Hertha BSC     | Bundesliga  | 30         | 2          | 3     | 0     | —              | —              | 33     | 2      |
| 2022/23     | Hertha BSC     | Bundesliga  | 33         | 5          | 1     | 1     | —              | —              | 34     | 6      |
| Club totaal | Club totaal    | Club totaal | 89         | 8          | 5     | 1     | 0              | 0              | 94     | 9      |
| 2023/24     | Union Berlin   | Bundesliga  | 0          | 0          | 0     | 0     | 0              | 0              | 0      | 0      |
| Club totaal | Club totaal    | Club totaal | 0          | 0          | 0     | 0     | 0              | 0              | 0      | 0      |

Bijgewerkt t/m 22 juli 2023

## Interlandcarrière
Tousart debuteerde in 2015 voor Frankrijk –19, waarmee hij in zowel 2015 als 2016 deelnam aan het EK –19. Tijdens zijn eerste deelname kwamen zijn ploeggenoten en hij tot de halve finale. Tousart won in 2016 als aanvoerder met Frankrijk –19 het toernooi. In de met 4–0 gewonnen finale tegen Italië –19 maakte hij zelf de 3–0. Tousart nam tien maanden later met Frankrijk –20 deel aan het WK –20 van 2017. Hij maakte ook deel uit van het Frans olympisch team op de Olympische Zomerspelen 2020. Frankrijk kwam daarop niet door de groepsfase.

## Erelijst
| Europees kampioen –19 | 1x | 2016 |